# Tommaso del Mercato
Tommaso del Mercato (Laureana Cilento, XIV secolo – Laureana Cilento, XIV secolo) è stato un magistrato italiano, giudice del Cilento e Barone di Giungano.

## Biografia

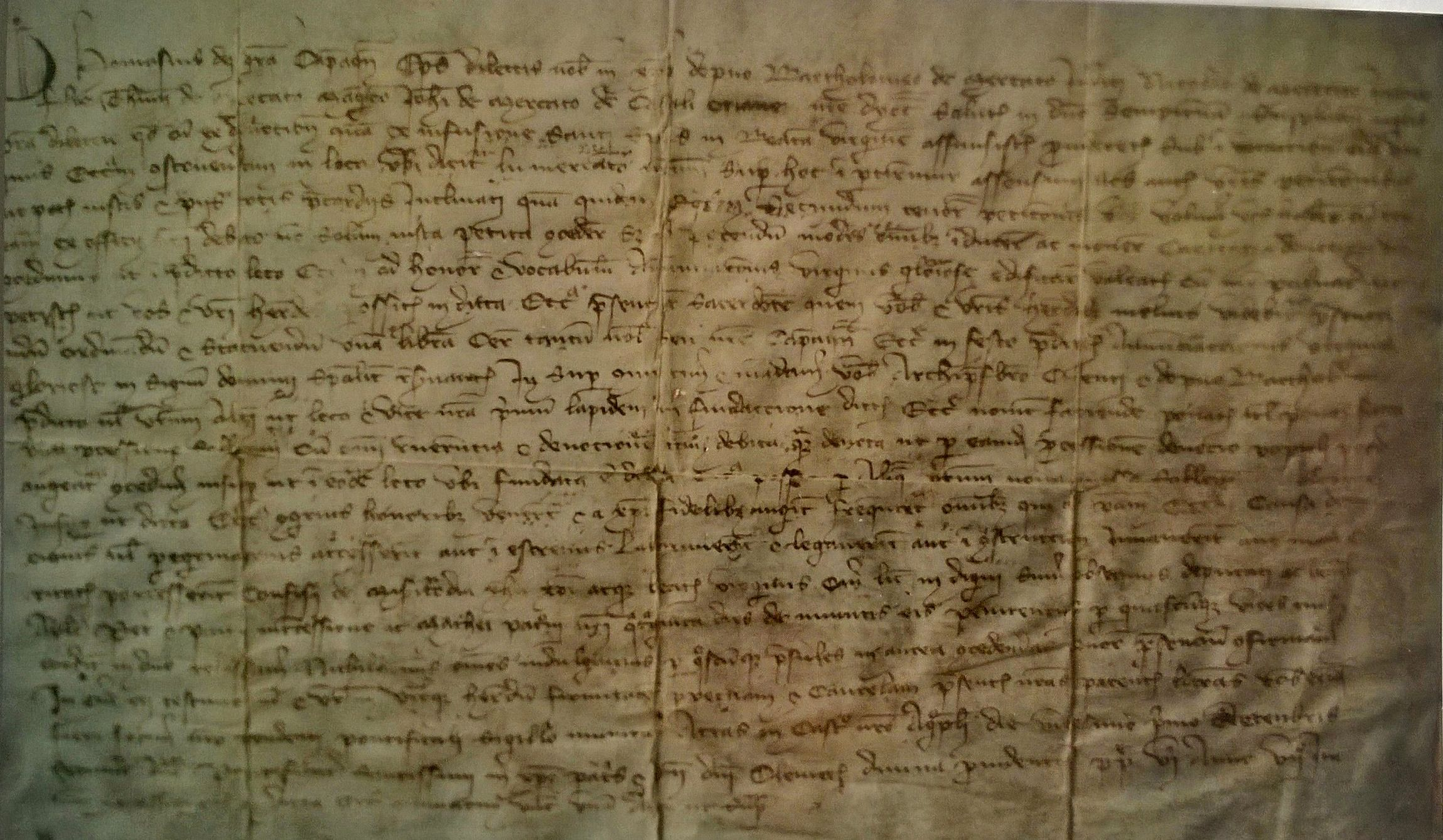
SS. Annunziata Bolla del 1348 Laureana Cilento

Figlio di Ferdinando, medico di Carlo d’Angiò da cui riottiene nel 1267 il feudo di Giungano, avocato da Federico II di Svevia per la sua partecipazione alla Congiura di Capaccio, ciò anche grazie alle benemerenze della partecipazione alla battaglia di Benevento contro Manfredi.

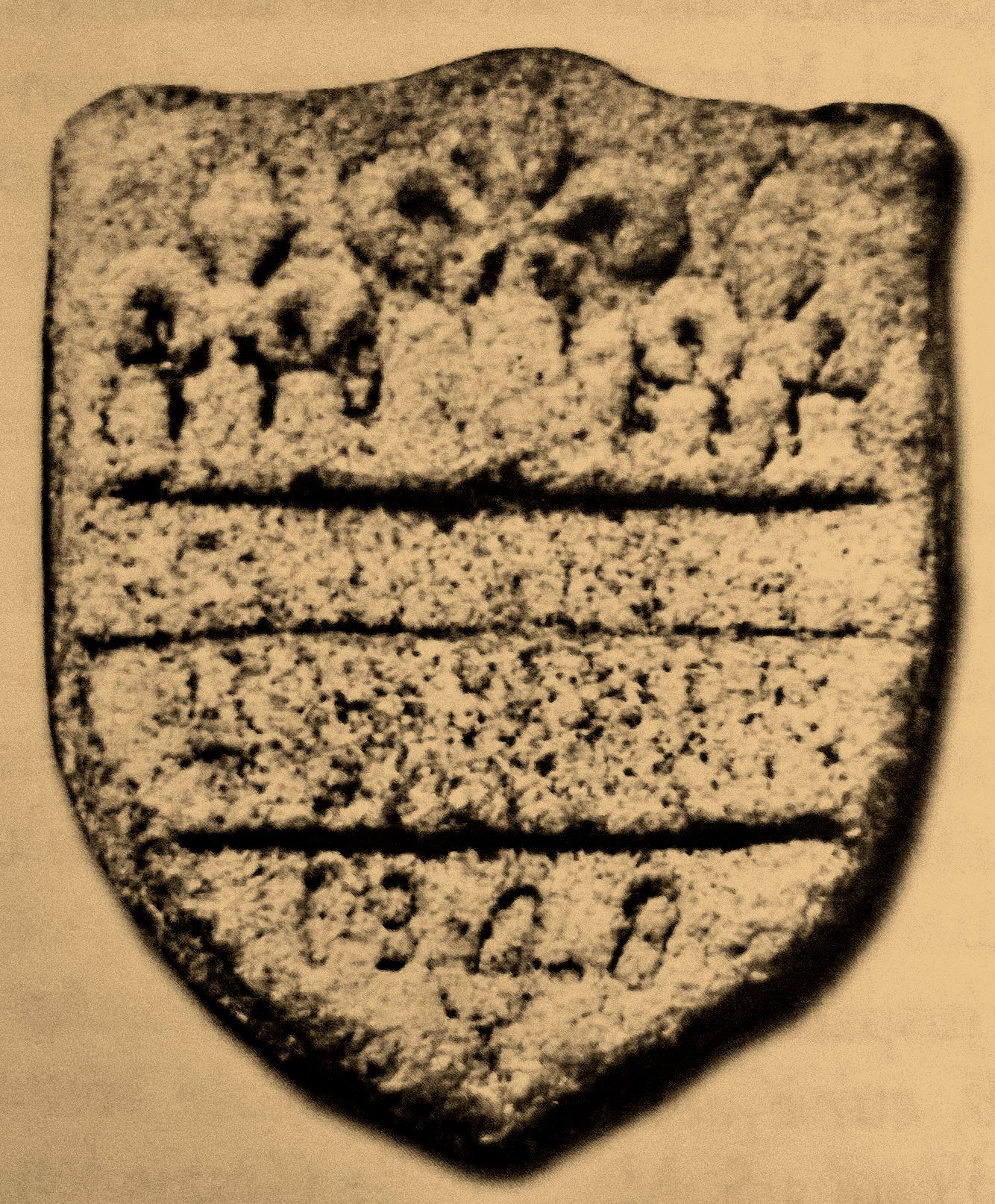
1348 Stemma dei del Mercato, SS. Annunziata Laureana Cilento

Magister Mercati del Cilento, titolo familiare relativo alla infeudazione di uno degli 8 Mercati istituiti dal Longobardo Principato di Salerno, franchi da ogni altra giurisdizione feudale in cui il Magister esercitava lo jus dicendi , lo jus assiecte e lo jus bannerie al comando di una milizia formata da 8 armati inviati da ciascun paese. Il Mercato di S. Lorenzo durava 8 giorni ed era sito nel centro della Baronia a Laureana.
Il 30 maggio 1300 è citato come Castellano del Castello di Agropoli nella Guerra del Vespro contro gli Aragonesi, già perso e riconquistato da Raimondo del Balzo, e piazzaforte strategica contro la flotta siculo-aragonese.
Nel 1323 infeudato dall'Abate della Badia di Cava del feudo della Piana di Agropoli.
Nel 1341 è Giudice del Cilento, magistratura molto importante perché la più alta carica civile della Baronia, esercitato da una sola persona e non condivisibile, con giurisdizione su 40 paesi.

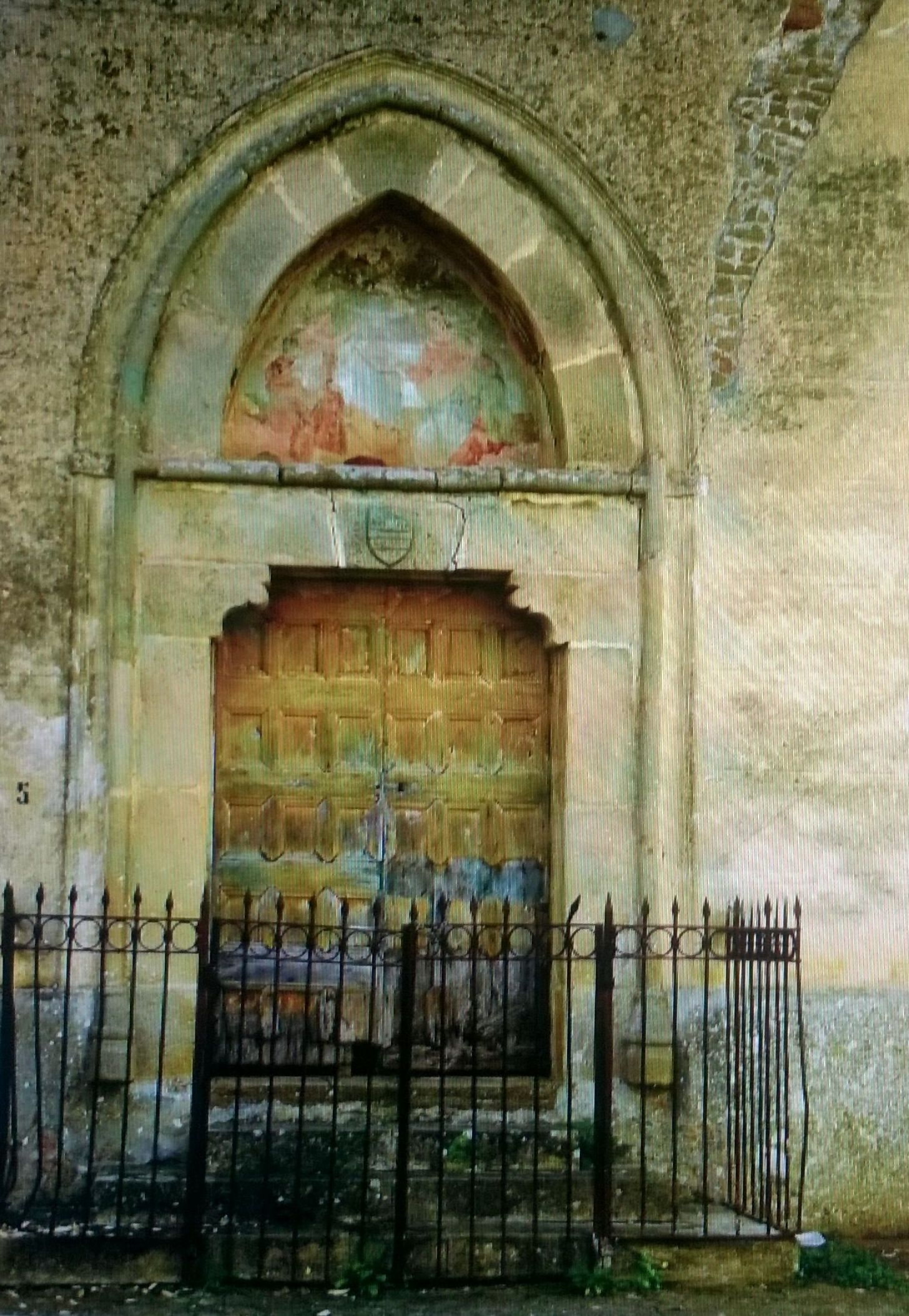
Chiesa SS.Annunziata 1348 Laureana Cilento

Nel 1348 in occasione della peste nera fonda, tramite la figlia Jacona e con i cugini Bartolomeo, Nicola e il nipote Giovanni, con bolla di Tommaso Vescovo di Capaccio, poi di Salerno, la Chiesa della SS. Annunziata; essa è dotata di notevoli beni, è di juspatronato dei del Mercato; nel 1360 Jacona edifica a fianco l'Ospitale dedicato all’ospitalità dei pellegrini per la Terrasanta e alla cura dei malati.
Fu eretta in Laureana a completare il quadrilatero fortificato coi tre palazzi del Mercato appartenenti ai rami di Giungano e Convingenti, di Rutino e Monteforte, del de’ Mattarellis. Le sue vicende son ben descritte da Giancola del Mercato nei Commentaria,  nonché documentate nelle cause relative allo juspatronato e alla nomina dei Rettori, e nei 18 benefici papali all’ Archivio di Stato di Salerno.

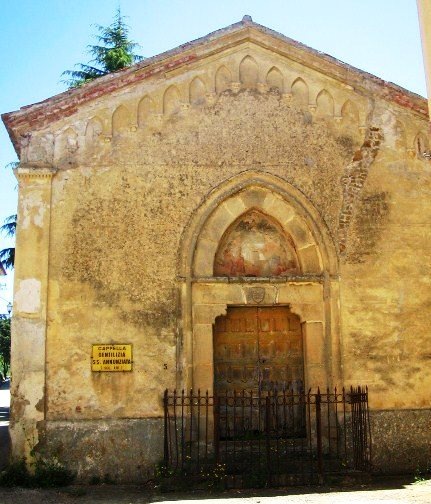
Laureana Cilento Chiesa dei del Mercato SS.Annunziata

Legato ai Sanseverino, da cui aveva ricevuto anche vari suffeudi, e alla Badia di Cava Tommaso grazie alle sue benemerenze militari e amministrative esplica una grande influenza che si riconosce negli incarichi in cui appaiono i suoi familiari : Giovanni medico ed Erario nel 1384, Nicola Giudice del Cilento e poi Pro-Giustiziere del Principato Citra nel 1370 , Jacono Uditore Generale del Principe di Salerno, Paolo Vice-Conte nel 1401, Don Isidoro Abate della Badia di Centola (1384 – 1388), Francesco Canonico a Napoli di S. Giovanni Maggiore molto importante in epoca angioina.